# Quijera
Quijera es un despoblado que actualmente forma parte del concejo de Sobrón, que está situado en el municipio de Lantarón, en la provincia de Álava, País Vasco (España).

## Toponimia
A lo largo de los siglos ha sido conocido con los nombres de Casiera, Cassiera y Quixera.

## Historia
Documentado desde 913, estaba formado por el monasterio de Nuestra Señora de Quijera, y una pequeña aldea aledaña y se desconoce cuándo se despobló.